# Callochromis macrops
Callochromis macrops es una especie de peces de la familia Cichlidae en el orden Perciformes.

## Morfología
Los machos pueden llegar alcanzar los 13,5 cm de longitud total.

## Hábitat
Es una especie de clima tropical entre 24 °C-26 °C de temperatura.

## Distribución geográfica
Se encuentran en África: lago Tanganika.